# Живаго, Александр Васильевич (коллекционер)
Алекса́ндр Васи́льевич Жива́го (28 августа (9 сентября) 1860, Москва — 9 августа 1940, там же) — русский врач, в 1919—1937 годах сотрудник ГМИИ. Известен как коллекционер древнеегипетского искусства и фотограф.
Происходил из купеческой семьи, в 1886—1917 годах служил в Голицынской больнице, пройдя все ступени карьеры от терапевта до члена правления в чине статского советника. Вёл активную светскую жизнь, увлекался театром, дружил с К. Станиславским, Ф. Шаляпиным, М. Ермоловой, П. Кориным. Состоял во многих общественных организациях, в том числе Русском фотографическом обществе и Русском охотничьем клубе. Увлекался путешествиями (по России и Европе), занимался фотосъёмкой увиденного. От обычной любительской съёмки стереопары из архива А. В. Живаго отличаются тем, что они снабжены подробными авторскими комментариями, превращающими их в исторический документ. В 1909—1910 годах предпринял длительную поездку по Египту и странам Ближнего Востока. Познания А. В. Живаго в области востоковедения и антиквариата обратили на себя внимание Б. А. Тураева, который ещё в 1915 году приглашал его на работу в Музей изящных искусств. После увольнения из больницы был принят во Всесоюзный профессиональный союз работников искусств (1918) и в 1919 году устроился в Музей изящных искусств на должность учёного секретаря. С 1923 года служил в отделе классического Востока лектором-руководителем, лекции сопровождал демонстрацией собственных фотографий и свидетельствами очевидца. На пенсии с 1938 года. Библиотеку, коллекцию искусства и фотоархив завещал Музею изобразительных искусств им. А. С. Пушкина, театральный дневник и коллекция афиш поступили в Бахрушинский музей.
Не является прототипом героя романа Бориса Пастернака «Доктор Живаго». Личность и творческое наследие А. В. Живаго были заново «переоткрыты» лишь в конце XX века. В 1998 году в ГМИИ им. А. С. Пушкина прошла первая выставка памяти Живаго, на которой были представлены предметы из его египетской коллекции. В 2016 году была устроена выставка «Мир впечатлений и впечатления от мира. Путешествия доктора Живаго». Фотоальбом с работами врача-путешественника был издан в 2015 году. В 2020 году вышел в свет большой труд А. В. Живаго «Путешествие по Нилу до 22° северной широты», в основу которого легли сделанные им фотографии памятников древней культуры и подробный дневник.

## Биография

### Становление. Профессиональное призвание
Купеческий род Живаго — рязанского происхождения, известный ещё с XVI века. Отец — Василий Иванович Живаго (1828—1889) — унаследовал фабрику офицерских принадлежностей и магазин дорожных вещей на Тверской. Купец 1-й гильдии В. И. Живаго интересовался не только предпринимательством, владел французским и немецким языками, обладал способностями к рисованию, много читал и был заядлым театралом и музыкантом-любителем (в доме «вечно пели и играли»). Он был женат на Евдокии Родионовне Востряковой (1838—1912), дочери фабриканта, у Живаго были пятеро сыновей и три дочери. Магазин Живаго стал неформальным клубом артистов Малого театра, Василий Иванович посещал артистический кружок и с 15 лет владел абонементом в Большом театре. Семейный доходный дом, в котором квартировали и владельцы, располагался на углу улицы Большой Дмитровки и Дмитровского переулка (№ 12/1, строение 1).
Александр Живаго родился в Москве 28 августа (9 сентября) 1860 года. Очень рано он проявил способности рисовальщика, а также потребность в словесной и визуальной фиксации жизненных впечатлений. В мемуарах, написанных в 1914 году, он вспоминал, что был исключён из третьего класса гимназии Креймана за 84 карикатуры на весь персонал этого учебного заведения («от директора — <…> до ватерклозетного дядьки включительно…»). Далее он перешёл в 3-ю Московскую классическую гимназию, в которой в совершенстве овладел немецким, французским и классическими языками. Преподавателем истории был Н. И. Кареев, который «пробудил» в Живаго интерес к искусству и человеческому прошлому. Полученные от учителя сведения он фиксировал визуально: «…я и впоследствии не без удовольствия часто пересматривал изображения пирамид, сфинксов, главнейших египетских богов, ассирийских крылатых быков и циклопических построек греков…».
Не чувствуя призвания к коммерции, он поступил на медицинский факультет Московского университета. Предположительно, Живаго мог быть знаком с учившимся там же Чеховым, во всяком случае, у них были общие наставники и круг общения. Друг детства Александра Живаго — Александр Зальца — являлся родным дядей Ольги Книппер-Чеховой. Сохранилось свидетельство об увольнении Александра из Московского купеческого общества в связи с поступлением «по учёной части» в 1881 году. Степень лекаря со свидетельством уездного врача он получил 20 декабря 1886 года, что удостоверял аттестат за подписью декана Склифосовского. Тридцать лет медицинской карьеры Живаго были связаны с Голицынской больницей, в которой он прошёл всю карьерную лестницу от терапевта до помощника главного врача и члена правления. В 1900 году врач Живаго принимал участие в работе XIII Международного медицинского конгресса в Париже, приуроченного к открытию Всемирной выставки. Кроме того, на всемирной выставке Живаго представлял Русское фотографическое общество. Заведующий отделением А. В. Живаго стал автором раздела «Главный директор и председатель опекунского совета князь С. М. Голицын» для юбилейного издания «Сто лет Голицынской больницы в Москве. 1802—1902». Живаго-медик специализировался на воспалениях лёгких, гипертонической болезни, в течение пятнадцати лет руководил врачами-экстернами и практикантами фельдшерской школы. В 1903 году доктор Живаго был делегатом XIV Международного медицинского конгресса в Мадриде; именно на этом конгрессе выступал профессор И. П. Павлов, что и сделалось началом его международной известности, а затем привело к награждению Нобелевской премией. На конгрессе Александра Васильевича сопровождал хирург Пётр Иванович Постников — совладелец больницы Постникова и Сумарокова. В 1911 году было отпраздновано 25-летие профессиональной деятельности самого Живаго. Периодически Александр Васильевич публиковался в профессиональных изданиях («Врач», «Русский врач», «Больничная газета Боткина»), состоял в Пироговском обществе русских врачей, а также в совете рязанского родильного дома и детского приюта, основанных его двоюродным дедом. А. В. Живаго имел степень доктора медицины, дослужился до чина статского советника (в 1912 году). Был награждён орденами Святого Станислава 2‑й (в 1896) и 3‑й степеней (1900), Святого Владимира 4‑й степени (1909), медалью «В память 100-летия Отечественной войны 1812 года».

### Светская и театральная жизнь
А. В. Живаго совмещал врачебную деятельность со светской жизнью. Будучи эстетом, художником и театралом, он также увлекался охотой и состязаниями по стрельбе, состоял одновременно в Охотничьем клубе, Московском литературно-художественном кружке, Обществе русских художников, Московском обществе любителей художеств. Вместе с братьями Максимилианом и Сергеем Александр Васильевич владел долей (и далее стал единоличным владельцем) в подмосковном имении Дулепово, в котором Живаго наладили образцовое хозяйство, располагавшее даже конным заводом. Со времени окончания университета Александр обитал в родительском доходном доме, в котором у него была отдельная квартира № 10.
Пожизненным увлечением А. В. Живаго был театр. С 12-летнего возраста он посещал с отцом драматические и оперные представления и участвовал в любительских спектаклях в качестве актёра, режиссёра и оформителя. С 1874 по 1937 год он вёл театральный дневник, оригинал которого хранится в Государственном центральном театральном музее им. А. А. Бахрушина, составляя тридцать объёмных тетрадей (и ещё две были утрачены). Дневник является своего рода летописью театральной и концертной жизни Москвы. Живаго был свидетелем первых постановок своего дальнего родственника К. Станиславского, которые осуществлялись в помещениях Охотничьего клуба, присутствовал на первой постановке чеховской «Чайки» (отметив 3 января 1899 года, что уже в пятый раз присутствует на спектакле) и был свидетелем дебюта Ф. Шаляпина в опере Мамонтова в 1896 году.

### Фотограф-путешественник
В 1896—1897 годах, достигнув большого благосостояния, А. В. Живаго смог осуществить давно обдуманное желание путешествовать, которое совместил с увлечением фотографией и египтологией. Туризм и фотография были весьма дорогостоящими увлечениями. По-видимому, Александр Васильевич имел определённые амбиции в фотоискусстве: с 1897 года сделался действительным членом Русского фотографического общества. Фотофиксация стала средством самовыражения: А. В. Живаго самостоятельно проявлял и печатал снимки, неизменно аннотируя их, указывая предмет, дату и место съёмки. Так же он поступал с фотографиями своих коллег-любителей-фотографов, с которыми дружил. В 1897 году Александр Живаго отправился в первое путешествие в Крым, а в 1898 году спустился по Волге до Каспийского моря и далее отправился на Кавказ. В дальнейшем Живаго явно интересовали технические достижения. В 1900 году он отправился в первую поездку по Европе, главной целью которой была Швейцария: поднялся на горной железной дороге на Пилатус. В 1901 году была совершена круговая поездка по Финляндии, Дании, Швеции и Норвегии с посещением Телемарка и его шлюзов. В Финляндии Александр Васильевич побывал на отдыхе в 1906 году, сопровождая К. С. Станиславского. В 1907 году Живаго осматривал Симплонский туннель, причём все впечатления фотографировались и аннотировались обычным для него образом. В объектив Александра Васильевича попали первые трамваи Копенгагена и Москвы, и электромобиль, который приобрёл в 1907 году его зять Швёрер. Не было обойдено вниманием А. В. Живаго и Средиземноморье, с Испанией, Италией и Северной Африкой (в 1903 году), и даже оазисами Сахары.
В воспоминаниях и дневнике А. В. Живаго писал, что хотел совершить длительное путешествие в Египет, для которого следовало освободить несколько зимних месяцев. Такая возможность представилась только в 1909 году. Ранее он лично планировал поездки, выбирая маршрут, перечень памятников, музеев и театров, и прочего. Однако на этот раз Александр Васильевич обратился в туристическую фирму Кука. Его сопровождали близкие друзья: предприниматель Фёдор Николаевич Щербачёв и владелец суконной мануфактуры Александр Васильевич Иокиш. Двухмесячная поездка включала подъём по Нилу от Александрии до суданской границы (Вади-Хальфа), а далее путешествие по Палестине (с паломничеством в Иерусалим) и Ливану. А. В. Живаго выполнил более 2000 фотоснимков и подготовил два труда: «Путешествие по Нилу до 22° северной широты» и «Мумии Древнего Египта. Их приготовление и история» (беловой вариант рукописи был утрачен). Путешествие Живаго стало известным в Москве, произошло его знакомство с Б. А. Тураевым, который был приглашён для разбора египетской коллекции Голенищева в Музее изящных искусств. Тураев, в свою очередь, приглашал Александра Васильевича читать лекции о своих путешествиях. 7 марта 1913 года Живаго демонстрировал 450 диапозитивов своего египетского путешествия на заседании Общества естествознания и географии в Политехническом музее. Судя по фотографиям, Живаго посетил ведущиеся в Карнаке раскопки, и лично виделся с Ж. Легреном и Г. Масперо. После возвращения из Египта увлечение археологией и историей превратилось у А. В. Живаго в профессиональное занятие: он пополнял библиотеку трудами французских и немецких учёных, стал собирать археологическую коллекцию. Для Живаго было неприемлемым приобретать древности у чёрных копателей, поэтому он обратился к Мухасибу, известному антиквару из Луксора, которого рекомендовал Тураев. Упоминал он в переписке и «залу продаж» Каирского музея, где реализовывались дублеты и предметы, забракованные кураторами. Также он собрал коллекцию античного искусства с раскопок на юге России и даже принимал участие в археологических раскопках в Подмосковье. В 1915 году директор Музея изящных искусств В. К. Мальмберг, Б. А. Тураев и архитектор Р. И. Клейн посетили дом Живаго, предлагая занять должность учёного секретаря музея, но получили отказ. А. В. Живаго планировал совершить как минимум ещё одну поездку в Египет вместе с Б. А. Тураевым, но жизненные обстоятельства не позволили этого сделать, на что путешественник неоднократно сетовал в своём дневнике. В 1915 году после кончины брата Максимилиана, по завещанию Александру, который ухаживал за ним во время болезни, перешли дивидендные бумаги Северного страхового общества, которым тот руководил, а также земельные владения. В декабре 1917 года всё это было национализировано новой, советской властью.

### Жизнь в Советской России

#### В Музее изящных искусств
Весной 1918 года персонал Голицынской больницы «революционным путём» сместил главврача В. А. Красинцева и поставил новую администрацию. Как представитель «старого режима» был вынужден подать в отставку и его заместитель А. В. Живаго, формально «вследствие утомления и расстроенного здоровья». После уплотнения в квартире № 10 дома Живаго Александру Васильевичу были оставлены две комнаты. В дневнике Живаго писал, что вторая половина 1918 года прошла для него тяжело: хотя он так и не обзавёлся семьёй и жил один, не имея средств заработка, скудно питался, живя за счёт продажи вещей. В дневнике он жаловался, что в 59-летнем возрасте его стали «плохо слушаться ноги». В Советской России он сделался членом Всерабиса в звании «техника по графическому искусству», поскольку участвовал в художественной выставке 1918 года со своими графическими работами, демонстрирующими искусство Древнего Египта и античного Причерноморья. До революции А. В. Живаго не занимался частной медицинской практикой («не любя разъезжать по домам „с указательным пальцем“»), не стал он частнопрактикующим врачом и в дальнейшем. 14 февраля 1919 года Живаго вновь навестили директор Музея изящных искусств В. К. Мальмберг и хранитель собрания египетских древностей Б. А. Тураев, предложив занять пост учёного секретаря музея. Предшественником его был С. В. Шервинский. По собственному признанию А. В. Живаго, на новом месте он «воскрес душой». Весной 1919 года он был избран на штатную должность учёного секретаря на большом совете Московского университета, которому тогда подчинялся музей. В 1919—1920 годах Б. Тураев добился для Живаго заказа на перевод трудов Флиндерса Питри «Искусство и ремёсла Древнего Египта» и Гастона Масперо «Боги Египта и легендарная его история».
Александр Васильевич Живаго был делегатом Всероссийского съезда египтологов в Москве (17—20 августа 1922 года), приуроченного к столетию дешифровки Шампольоном Розеттского камня. В архиве сохранился членский билет за № 8.
С 1923 года Александр Васильевич работал лектором-руководителем Отдела классического Востока. Он проявил себя как экскурсовод высшего класса, который был способен поразить даже профессионалов. Выступления Живаго сопровождались показом выполненных им самим фотографий, которых в цикле лекций о Древнем Египте использовалось от 250 до 350 диапозитивов. Навыки рисовальщика и каллиграфа оказались востребованными при выполнении этикетажа (что оплачивалось отдельно), рисовании географических карт и оформлении экспозиций. В справочнике «Научные работники Москвы» (1930) Александр Васильевич числился заведующим культурно-просветительского бюро Государственного музея изящных искусств, а сферой его интересов значились история классического Востока и египтология. Судя по дневнику, он следил за новейшими открытиями в области египтологии, зафиксировав в 1922 году сведения о доказательстве того, что Снофру — родоначальник IV династии, и описывая новости об открытии гробницы Тутанхамона. В 1925 году Живаго зафиксировал открытие гробницы Хетепхерес — матери Хеопса.
В дневнике А. В. Живаго содержится множество сведений о жизни и работе Музея изящных искусств на рубеже 1920—1930-х годов. Летом 1932 года Центральный зал был занят выставкой проектов Дворца Советов, из-за чего пришлось передвигать слепки произведений искусства, например, «Давида» Микеланджело. Явное неудовольствие Живаго вызвала выставка В. Е. Татлина, которого он характеризовал как «антихудожественного художника» и считал, что музей был «унижен». Египетский и коптский залы, впрочем, не тронули, но число посетителей сократилось: в ноябре Живаго провёл всего шесть экскурсионных групп. Основными слушателями Живаго были неподготовленные посетители музея — школьники, рабфаковцы, рабочие. Эта публика не была привычна к визуальной информации и лекции с диапозитивами длительностью по три-четыре часа были чем-то наподобие «сказок Шахерезады» (как писал в дневнике А. В. Живаго). Для этого использовался «волшебный фонарь», через который стереопары проецировались на экран. Стереоэффект при этом пропадал. Александр Васильевич переписывал в дневник разные отзывы посетителей, чаще курьёзные, для которых в 1934 году отвёл отдельный раздел. В книге отзывов красноармеец-дальневосточник Стариков (направленный от школы командармов) похвалил Живаго за глубокий анализ каждого предмета, умение заинтересовать слушателя, всё понятно объяснить и вовремя пошутить (13 ноября 1932 года). В дневнике содержится развёрнутая характеристика деятельности директоров музея вплоть до В. А. Эйферта. Совершенно уникальным является свидетельство, что в здании ГМИИ читал лекции председатель Общества изучения русской усадьбы В. В. Згура, так как этот факт более не фигурирует ни в каком другом источнике.

#### Культурные интересы А. В. Живаго 1920—1930-х годов
Работая в музее, А. В. Живаго продолжал общение со сложившимся до революции артистическим кругом. В дневнике отмечено общение с М. Н. Ермоловой в 1922 году и описана её кончина 12 марта 1928 года. С К. С. Станиславским Живаго обсуждал очередную поездку Константина Сергеевича в Баденвайлер (1932) или во Францию (1933), а также постановку «Мёртвых душ» М. А. Булгакова, талант которого Станиславский оценивал исключительно высоко. До этого Живаго побывал на премьере «Дней Турбиных» (пространная дневниковая рецензия датирована 8 декабря 1926 года). Вновь на представлении булгаковской пьесы Александр Васильевич побывал 17 мая 1935 года, и вообще он следил за сценической судьбой произведения. В его дневнике также переписана разгромная рецензия из «Правды» на «Мольера» (9 марта 1936 года), причём А. В. Живаго жалел, что ему не удалось самому посмотреть представление: «О пьесе слышал, что она превосходно поставлена и образцово сыграна». Александр Васильевич Живаго много лет дружил с основателем Театрального музея А. А. Бахрушиным и провожал его в последний путь в 1929 году.
Москвовед В. А. Бессонов отмечал, что только после 1917 года Александр Васильевич Живаго стал фиксировать в дневнике московские реалии. По словам исследователя, до того он «не замечал» родного города, «как не замечают воздух, которым дышишь». В 1929 году Живаго сетовал, что пересмотрел множество диковин за пределами Родины, и всю жизнь «грешил против неё в этом отношении», не обращая внимания на то, «что было под носом». В дневнике Живаго содержится летопись разрушения московских церквей, например, Иверской часовни (1929). Во время разрушения Храма Христа Спасителя (5 декабря 1931 года) Александр Васильевич находился на работе в здании ГМИИ, и свидетельствовал, что сам слышал четыре сильных взрыва («подо мной тряслось кресло и чувствовалась какая‑то подвижка пола»). Пасху 1934 года (8 апреля) Александр Васильевич провёл в приходской Воскресенской церкви в Брюсовом переулке, и записал в дневнике, что «…ушёл с глазами мокрыми от слёз (…а что будет, когда доживём до того, что и пятой части всех московских церквей не останется?)».
В 1934 году Живаго впервые провёл отпуск в Клинском доме-музее П. И. Чайковского по приглашению его директора Н. Т. Жегина. В ноябрьском дневнике 1934 года описано, как директор И. М. Бек выдал Живаго 200 рублей и отпустил в Клин для поправления здоровья, что было оформлено как командировка. Александр Васильевич, прекрасно владея историческим материалом, оформлял экспозицию дома-музея композитора. В дневниковой записи от 31 января 1935 года описано, как в Клинский дом учёных на отдых приехал виолончелист В. Л. Кубацкий, у которого Александр Васильевич опознал «дивно-классную» виолончель из коллекции покойного брата Романа (Кубацкий участвовал в её национализации). Заместителем директора дома-музея П. И. Чайковского в 1935 году был назначен Н. К. Рукавишников, в доме которого в апреле 1934 года Живаго слушал выступление тенора И. И. Кортова.
Большой круг общения А. В. Живаго составляли сослуживцы по музею. Не имея возможности выезжать за границу, Александр Васильевич обычно координировался с коллегами, чтобы совершать экскурсионные поездки по Европейской России или окрестностям Москвы. В июне 1929 года Живаго вместе с П. Д. Кориным и его женой путешествовал в Ленинград и Нижний Новгород. Корин заведовал реставрационной мастерской музея. Во время этой поездки они решили организовывать «краеведческие вылазки» по Москве и Подмосковью, первая из которых состоялась в субботу, 7 сентября 1929 года. 14 октября 1929 года была совершена экскурсия в село Тайнинское, в которой участвовали заведующие отделом Средних веков и Ренессанса В. Е. Гиацинтов и античного искусства Н. А. Щербаков. В дальнейшем к ним присоединялся В. Д. Дервиз, иногда останавливавшийся дома у Живаго, поскольку не имел жилья в столице. В августе 1933 года таким же образом Живаго посетил Истру, спутниками его были старший научный сотрудник В. А. Барут и двоюродный брат со стороны матери Б. Д. Востряков. Завязывались и новые знакомства: в 1933 году у себя дома Живаго принимал В. А. Ватагина, который был рекомендован М. М. Потаповым: обоих художников интересовала египетская коллекция, фотографии и зарисовки Александра Васильевича.

#### Жизненный финал
Ещё 3 декабря 1933 года А. В. Живаго обратился в Государственную нотариальную контору и оформил завещание, по которому «все коллекции моих книг, изданий, коллекции памятников древнего искусства и других художественных произведений, фоторепродукции со своими шкафами, прочими их вместилищами и мебелью завещаю на случай моей смерти в собственность Государственного музея изобразительных искусств». В составе домашнего собрания (размещённого во второй из принадлежавших Живаго комнат) было более 6000 томов книг с личным каталогом владельца, и более 500 подлинников археологических предметов. Книги из библиотеки А. В. Живаго были помечены экслибрисом, выполненным по его собственному рисунку, который обозначал основные направления интересов владельца. Экслибрис представлял раскрытую книгу, на левой странице которой была цитата из трактата «О медицине» Цельса, а на правой из речи Цицерона «В защиту поэта Авла Лициния Архия». На изображении также присутствовали кадуцей и Венера Милосская на фоне книжных корешков. 4 февраля 1937 года в библиотеку музея были переданы наиболее ценные издания из личной библиотеки: 10 папок с гравюрами и 26 томов текста «Описания Египта» 1822 года издания, и уже 9 февраля они заняли своё место в библиотечном фонде.
Дневниковые записи Живаго второй половины 1930-х годов становятся лапидарными. Например, упоминая снос Триумфальных ворот в августе 1936 года, Александр Васильевич ограничился репликой: «Незачем добавлять к сему каких‑либо комментариев». Впрочем, дневник свидетельствует, что Живаго не скрывал своих взглядов на внешнюю политику, которой живо интересовался. Так, 22 марта 1935 года он записал, что «от Германии наглый вызов к новой войне», а «Англия продолжает гадить, как обычно». В течение 1937 года внимание врача-музейщика было приковано к событиям Гражданской войны в Испании, и 20 февраля 1937 года он сетовал, что творящимся там преступлениям посвящена лишь малая заметка на четвёртой странице «Правды». К тому времени репрессии стали ощущаться в самом близком кругу, в частности, был арестован племянник Василий Романович Живаго (1889—1937), — заведующий фотолабораторией Музея В. И. Ленина. Последняя обстоятельная запись относилась к Пасхе, приходившейся в 1937 году на 2 мая. В этой записи Живаго жаловался на одиночество и больную ногу, которая не позволяла ему далеко выходить. Ввиду дефицита продуктов Александру Васильевичу не удалось приготовить пасхи. Предчувствуя близость конца, он начал приводить в порядок дневники, понимая, что они являются документом эпохи. Часть имён были заменены инициалами, было вырезано два десятка страниц, описывающих события осени 1917 — весны 1918 года. Тем не менее основной дневниковый корпус не пострадал.
В 1937—1938 годах произошло резкое ухудшение здоровья Александра Живаго: он страдал от болезни позвоночника. С 1 января 1938 года он был отчислен из штата музея; в апреле товарищи по работе устроили празднование полувековой трудовой деятельности Александра Васильевича. В письме композитору Ю. А. Шапорину (13 сентября 1938 года) пенсионер сообщал, что провёл три месяца в Боткинской больнице, и четвёртый месяц отлёживается дома. Ему не хватало денег на лекарства, и он частенько недоедал. Из-за высокого налога пришлось отказаться от второй комнаты в коммунальной квартире, где располагался домашний музей. В 1939 году Театральный музей имени А. А. Бахрушина приобрёл у А. В. Живаго его театральный дневник, афиши, «либретки», книги по истории театра. Все книги по медицине были розданы коллегам или переданы Боткинской больнице. Мебель, личный архив и фотоматериалы достались Пушкинскому музею. Александр Васильевич Живаго умер 9 августа 1940 года, не дожив до своего 80-летия около месяца. Был похоронен на 18-м участке Ваганьковского кладбища, на первой дорожке от главного входа.

## Фотоархив А. В. Живаго
Александр Васильевич Живаго являлся фотографом-любителем, хотя с 1897 года состоял в Русском фотографическом обществе. В связи с техническим прогрессом и распространением туризма во второй половине XIX века любительская фотография стала неотъемлемым атрибутом быта имущих классов. Одновременно любительская фотография той эпохи является своеобразным источником, так как подавляющее большинство снимков не аннотированы, имеющиеся подписи содержат минимум информации, носят фамильярный характер, поскольку изображения предназначались только для близких людей, знакомых с обстоятельствами семейной жизни и зафиксированных событий. Изображения на снимках не поддаются интерпретации: невозможно опознать персонажей, место съёмки, уловить суть происходящего. В этом отношении подход А. В. Живаго к фотографированию является исключением, так как он систематически работал со своим архивом, и его аннотации содержат информацию об изображённых людях, местах съёмки и авторах снимков, если они сделаны не им самим.
Судя по сохранившимся дневникам и переписке, А. В. Живаго сделал первые фотографии в 1896 году на коронации Николая II. Он писал, что на Ходынском поле «нечаянно затесался со своим фотографическим аппаратом в невероятную толпу, почти перед появлением царя». Именно эти фотографии в архиве не обнаружены. Основная масса фотографий была выполнена А. В. Живаго между 1896—1910 годами, и очень немного снимков относятся к 1929—1930-м годам. Благодаря щепетильности и пунктуальности Александра Васильевича, указывавшего авторов, выяснилось, что в его архиве содержатся работы тринадцати фотографов. Фотосвидетельства позволили существенно пополнить представления о личности Александра Живаго и вообще образе жизни среднего и высшего класса Российской империи 1890-х годов.
Первые сохранившиеся в архиве отпечатки сделаны с негативов 1896—1897 годов, в частности, запечатлев постановку пьесы К. Гуцкова «Уриэль Акоста», в главной роли в которой был задействован К. С. Алексеев. Станиславский впервые осуществил эту постановку на сцене Московского общества искусства и литературы (в 1895 году), спектакль играли и в помещении Охотничьего клуба; членом обеих организаций был А. В. Живаго. Неизвестно, на каком фотоаппарате были выполнены первые снимки. В конце 1890-х годов Александр Васильевич пользовался русским аппаратом конструкции Д. П. Езучевского (1835—1898), что удостоверено подписью к фотоальбому 1897—1898 годов. От 1890-х годов в архиве осталось около 1200 негативов на стеклянных пластинках форматом 9 × 12 см (именно на такой формат был рассчитан фотоаппарат Езучевского). Отпечатки с них помещены в семь больших альбомов, организованных по тематическому принципу и снабжённых комментариями владельца. Среди ранних фотографий много изображений светской и дачно-усадебной жизни, сцен осенней и зимней охоты на волков и медведей, стрельбы по тарелочкам. Живаго неизменно указывал имена участников охот и состязаний по стрельбе; в основном, это представители крупного купечества, но в компании Александра Васильевича были и члены артистического сообщества, в том числе скульптор Паоло Трубецкой, художник Константин Коровин и бас Фёдор Шаляпин. Поскольку братья Живаго Роман и Леонид и кузен Борис Востряков были заводчиками гончих, пойнтеров и гордон-сеттеров, в архиве довольно много фотографий собак с указанием кличек, родословных и владельцев. Имеются и снимки полевых испытаний собак. Запечатлены и сцены коневодства, которым также занимались братья Живаго.
В период 1897—1910 годов в архиве Живаго преобладали туристические фотографии, что было связано с его интенсивными путешествиями. Так, от первой поездки в Крым 1897 года (в сопровождении приятеля-врача Б. М. Грохольского) сохранился и фотоальбом, и набор негативов. Грохольский же был спутником Живаго в следующем году, во время поездки по Волге и на Кавказ. Комментарии к альбому стали подробнее и более развёрнутыми. В 1899 году Александр Васильевич увлёкся изготовлением стереопар. Сохранившиеся образцы 1899—1901 годов выполнены на картоне форматом 8,5 × 17 см, однако неизвестно, на каком оборудовании они были сделаны. Вместе с коллегой-любителем-фотографом коммерсантом Иваном Ивановичем Кузнецовым Живаго объехал окрестности Москвы для стереосъёмок, запечатлев Петровско-Разумовское, Царицыно, Останкино, Петровский парк. Некоторые материалы Живаго уникальны: в 1909 году он запечатлел экспозиции Румянцевского музея (в здании Пашкова дома). Других изображений музейных интерьеров, какими они были в начале XX века, не существует. Увлечение стереосъёмкой у Живаго выражало тенденцию того времени, когда эта техника особенно распространилась среди туристов, позволяя добиваться «эффекта присутствия». Во время поездки на медицинский конгресс и всемирную выставку в Париж 1900 года А. В. Живаго приобрёл стереокамеру «Verascope Richard»; в его окружении аналогичной аппаратурой пользовались восемь человек. Изображения получались на стеклянных пластинках 4,5 × 10,7 см, которые подписывались инициалами «АЖ» (то есть «Александр Живаго»). Для просмотра служил стереоскоп той же фирмы, который сохранился в фонде ГМИИ.
Обширный египетский фотоархив 1910 года несколько отличался от прочих туристических материалов. Во время путешествия Александр Васильевич Живаго был туристом своего времени, который легко «перебрасывал мостики» от современности к самой глубокой древности. Так, фотографируя статую Нофрет в Каирском музее, Живаго приписал, что находит сходство с певицей Реборой Биньями, которую он слушал тридцать лет назад. Фото каирского отеля сопровождается жалобой на холод в номере. В дневнике и в подписях к фотографиям явно проявляются профессиональные медицинские интересы А. В. Живаго: он пишет о распространённости глазных заболеваний в Египте, целительности его климата для чахоточных больных, свойствах воды Мёртвого моря, распространённости в долине Нила мух и невозможности привить феллахам самые элементарные правила гигиены. Не удержался Живаго и от иронии по адресу «господ социал-демократов». В 1920-е годы египетский дневник и почти две тысячи стереопар, сделанных во время путешествия в Египет и Палестину, сделались источником лекций и тематических экскурсий для Музея изящных искусств. Фото подкрепляли авторитет лектора, который «всё видел своими глазами», что в обстановке двадцатых годов было уникальным явлением. Александр Васильевич провёл огромную аналитическую работу со своим фотоархивом, в полной мере проявив дотошность характера и присущую ему въедливость. Каждую стеклянную пластинку он нумеровал, датировал, снабжал названием и легендой, а далее добавлял комментарии и ссылки. Публикатор египетского дневника Живаго Н. В. Лаврентьева утверждала, что работа Александра Васильевича не только предназначалась для просвещения его зрителей и слушателей, но и для самого себя: это был индивидуальный метод сохранения ценной информации, чтобы её можно было перепроверить и легко найти, а также «сберечь дорогие ему воспоминания о времени, проведённом в Египте».

## Память
Фамилия «Живаго» и профессия её носителя с конца XX века прочно ассоциировались с романом Б. Л. Пастернака «Доктор Живаго», ставшим доступным для широких читательских кругов в 1988 году. Сам Борис Пастернак узнал о существовании А. В. Живаго от литературоведа С. Л. Дурылина лишь в феврале 1952 года (когда первая часть романа была уже написана), о чём в частном письме упоминал так: «Особенно фантастическим было для меня сообщение о действительном, невымышленном докторе Живаго, существование которого было для меня неведомо». Первая публикация дневников А. В. Живаго, связанная с московской тематикой, была предпринята москвоведом В. А. Бессоновым в 1989 году.
Маленькая посмертная выставка некоторых экспонатов коллекции А. В. Живаго прошла в стенах ГМИИ им. А. С. Пушкина в 1940 году. В 1998 году ГМИИ провёл полноценную выставку, посвящённую памяти Александра Васильевича. На ней были представлены в большом количестве предметы из его египетской коллекции. Разбор фотоархива начался позже, он насчитывает более 6000 стереопар на стекле, более 1000 негативов, около 500 стереопар на картоне. Широкой публике фотовыставка А. В. Живаго была представлена в 2015 году. Фотоколлекции А. В. Живаго посвящено современное издание: «Окно в прошлое. Доктор Живаго и его фотоархив в ГМИИ им. А. С. Пушкина» (2015). В. Я. Петрухин (Институт славяноведения РАН) в своей рецензии очень высоко оценил труд А. М. Беляевой и Е. А. Зиничевой, которые опубликовали несколько сотен из почти семи тысяч фото из архива А. В. Живаго. Он заявил, что публикации ГМИИ им. А. С. Пушкина на тему архива Живаго внесли значительный вклад в развитие «визуальной истории одного из самых драматических периодов европейской культуры, ещё не целиком закрывшегося „окна в прошлое“». В 2016 году в ГМИИ была проведена выставка «Мир впечатлений и впечатления от мира».
В 2020 году вышел в свет большой труд А. В. Живаго «Путешествие по Нилу до 22° северной широты», в основу которого легли сделанные им фотографии памятников древней культуры и подробный дневник. В архиве сохранилась черновая и беловая рукописи, последняя дополнялась до последних лет жизни путешественника, была снабжена аннотациями и примечаниями, отражающими новейшие на тот момент достижения египтологии. Презентация издания прошла в ГМИИ 13 апреля 2021 года. В обзоре книжной ярмарки «Non/fiction» путевой дневник был назван одной из книг, «в которых сходится очень много». Ценность труда Живаго в том, что он успел посетить места, которые ещё только начали становиться модными: «египетский бум» начался после открытия гробницы Тутанхамона. Примечательным названо и увлечение автора стереопарами: «Делать такие снимки трудно, к тому же для этого надо обладать особым зрением. Александр Васильевич и видел, и писал иначе, и его снимки снабжены объёмными комментариями, которые ценны сами по себе».
В деревне Дулепово Солнечногорского района Московской области в память о ранее существовавшей усадьбе и её владельцах садовое товарищество получило название «Живаго».

## Комментарии
1. ↑  Основателем магазина военных вещей являлся староста купцов второй гильдии Сергей Афанасьевич Живаго (1794—1866), который наиболее известен как первый русский деловой партнёр Генриха Шлимана[3].
2. ↑  Родными братьями и сёстрами А. В. Живаго были[4]:
  - Роман Васильевич (1858—1918) — директор Московского торгово‑промышленного товарищества, владел собственным особняком на Никитском бульваре, на месте которого в 1930-е годы был выстроен «Дом полярников». Одно время он возглавлял Московское филармоническое общество. Собранная Романом Живаго коллекция смычковых инструментов была уникальна: в ней были представлены 18 скрипок, альтов и виолончелей работы Гварнери, Страдивари, Амати. На одной из этих скрипок Р. В. Живаго играл на открытии памятника Чехову в Баденвайлере в 1908 году. После национализации в 1917 году собрание Живаго стало основой Государственной коллекции уникальных музыкальных инструментов, и в 2010 году вошло в фонд Государственного центрального музея музыкальной культуры имени М. И. Глинки[5][6].
  - Леонид Васильевич (1862—1912) — купец, председатель совета старшин Русского охотничьего клуба. Обитал в доме, соседствующем с усадьбой следующего брата — Максимилиана.
  - Максимилиан Васильевич (1863—1915) — директор‑распорядитель Северного страхового общества, председатель правления «Товарищества Грибанова И. Я. и сыновей», член правления нескольких страховых обществ, гласный Московской городской думы от партии октябристов. Владел тремя домами на Большой Садовой улице.
  - Сергей Васильевич (1867—1920) — владелец конного завода.

Все три сестры Живаго — Мария (родилась в 1864 году), Леонилла (1870) и Елизавета (1874) — вышли замуж за немецких врачей и коммерсантов. Елизавета, в замужестве Швёрер, поселилась у мужа в Баденвайлере, который сделался местом летнего отдыха всех родственников. Доктор Йозеф Швёрер имел звание лейб-медика великого герцога Баденского. Именно Швёрер осуществлял надзор над смертельно больным А. П. Чеховым и стал свидетелем его кончины. В дальнейшем у Швёрера отдыхал и лечился К. С. Станиславский[7][8].
3. ↑  Увлечение любительскими постановками сохранялось у А. В. Живаго до самых преклонных лет. Сохранилась фотография, запечатлевшая Татьянин день 1925 года, отпразднованный сотрудниками Музея изящных искусств постановкой пьесы В. Е. Гиацинтова «Жестокий барон»[21]. Вместе с Живаго (в роли «первого монаха») в этой постановке участвовал известный историк античности и археолог В. Д. Блаватский, учившийся с Александром Васильевичем в одной гимназии[14].
4. ↑  Отъезд из Москвы состоялся 15 (28) декабря 1909 года, далее Живаго, Щербачёв и Иокиш через Вену прибыли в Неаполь, добравшись морем до Александрии. Путешествие по Нилу началось 5 (18) января 1910 года[27]. 2 (15) февраля путники из Каира вернулись в Александрию и отплыли морем в Яффу[28].
5. ↑  В 1920 году Живаго-художник оформил в технике ксилографии пригласительный билет на заседание, посвящённое памяти Б. А. Тураева, с графическим портретом академика[36].
6. ↑  Характерный пример: «Мне больше всего понравилась голая женщина, у которой груди совсем такие, как у моей Лизы»[44].
7. ↑  В той же записи содержится сожаление, что Живаго не читал «Роковые яйца» и пересказывается насмешка над Мейерхольдом, на которого, по сюжету повести, при постановке «Бориса Годунова» «с трапеции прямо на рампу свалилось сверху четверо голых бояр»[49].
8. ↑  Практически все участники «краеведческой команды» А. В. Живаго были людьми преклонного возраста (кроме Корина), которых, однако, не останавливали трудности достижения цели, так как в 1920-е годы Тайнинское и Коломенское не были легкодоступными. Вероятно, огромную роль в сохранении компании сыграла многолетняя дружба и общность взглядов, вкусов и пристрастий её участников[51].
9. ↑  Цитата из Цельса в переводе на русский язык гласила: «Как сельский труд поддерживает здоровые тела, так искусство медицины приносит здоровье больным», а из Цицерона: «Все искусства связаны между собой родственными узами»[21].
10. ↑  В собрании Живаго были представлены библиографические редкости, в частности «Собрание портретов россиян знаменитых с приложением кратких описаний», изданное Бекетовым в 1821 году; «Святой Благоверный Великий князь Александр Ярославич Невский»; «История России с древнейших времён» С. М. Соловьева  (1896); «Домашний быт русских царей» (1915); «История города Москвы» (1902); иллюстрированная «Эллада» Вильгельма Вегнера (1903). В египетском разделе были представлены труды Г. Масперо, Г. Картера, Г. Лебона («Первые цивилизации», Париж, 1889), оба издания двухтомника Б. А. Тураева «История Древнего Востока» (1911—1913, 1931—1936); роскошное трёхтомное издание Э. Э. Ухтомского «Путешествие на Восток наследника цесаревича Николая Александровича в 1890–1891 годах»[35].